# Samora Barros
José Ricardo Júdice de Samora Barros, mais conhecido como Samora Barros (Albufeira, 3 de abril de 1887 — Albufeira, 1972), foi um pintor português.

## Biografia
Nasceu na cidade de Albufeira, em 1887, no seio de uma ilustre família do Algarve.  Estudou na Universidade de Coimbra onde frequentou o curso de Direito. Mais tarde, sentido o apelo das Belas-Artes, abandona Coimbra para estudar pintura na Escola de Belas Artes da capital. O gosto pela poesia leva-o a publicar em 1966 um livro de sonetos. Durante décadas lecciona pintura e desenho na Escola Industrial e Comercial de Silves (actual Escola Secundária de Silves). Durante anos, participa em diversas exposições colectivas em Portugal e no estrangeiro (Brasil), distinguigo com alguns prémios. Conhecido como "o pintor do Algarve", Samora Barros, era um pintor do Naturalismo. Pintou paisagens da região, marinhas e entre os seus trabalhos contam-se dezenas de retratos. Tem colaboração em publicações periódicas, de que é exemplo a II série  da revista Alma nova (1915-1918).

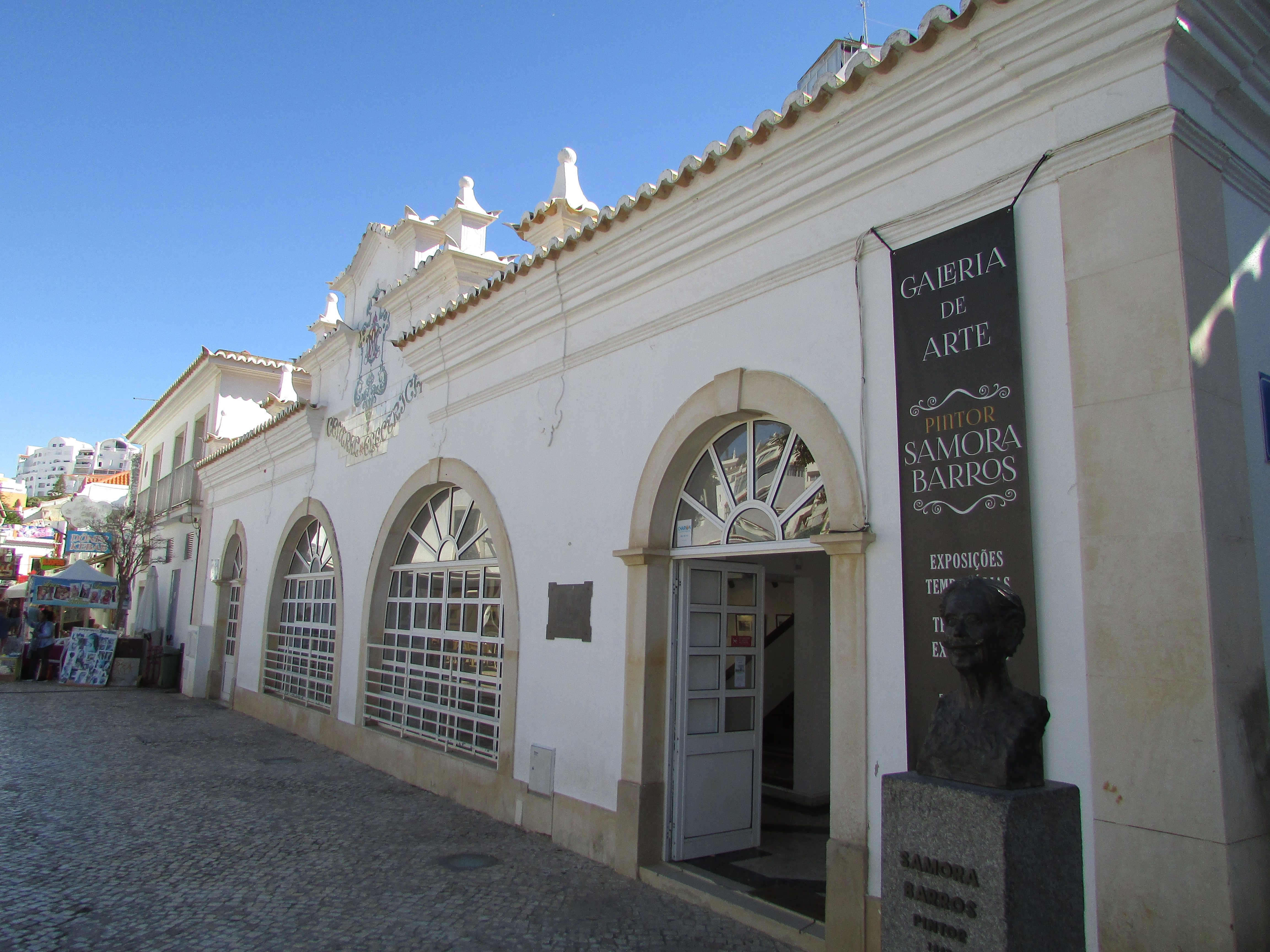
Galeria Samora Barros em Albufeira

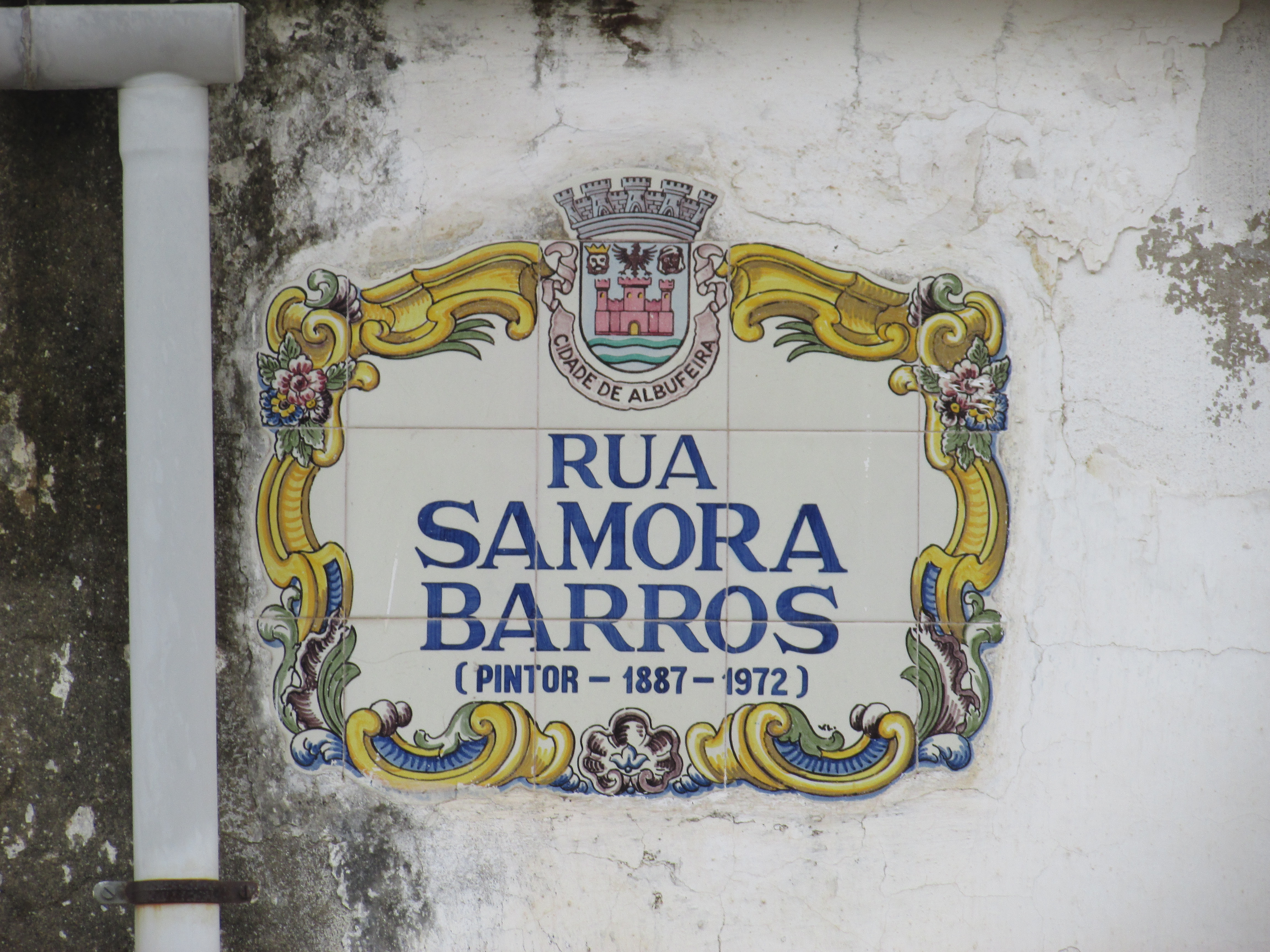
Rua Samora Barros, em Albufeira

Os municípios de Faro, Loulé, Silves e Albufeira atribuíram postumamente o seu nome a artérias destas cidades e esta última também atribuíu o seu nome a uma galeria, em frente da qual está um busto seu, em bronze. 
Em Silves é conhecida a faustosa casa que desenhou, conhecida como Casa do Cerro, na margem esquerda do rio Arade.